# 中西麻由香
中西 麻由香（なかにし まゆか、1996年7月7日 - ）は、愛知県名古屋市出身のハンドボール選手。日本ハンドボールリーグのイズミメイプルレッズ所属。

## 経歴
大阪体育大学時代は2017年の新人戦でベストセブンに選出。
2018年は関西学生ハンドボール・春季リーグで最優秀選手に選ばれた。8月の西日本学生ハンドボール選手権大会・チャンピオンシップでは優秀選手に選出された。
2019年1月に日本ハンドボールリーグの広島メイプルレッズへ加入。背番号は「18」。
2019-20年シーズンから背番号を「25」へ変更。

## 詳細情報

### 年度別成績
| 年       | チーム   | 試合 | フィールド 得点 | 率 | 7m  | 合計 | 警告 | 退場 | 失格 |
| -------- | -------- | ---- | --------------- | -- | --- | ---- | ---- | ---- | ---- |
| 2018-19  | 広島     | 3    | 0/0             | -  | 0/0 | 0/0  | 0    | 0    | 0    |
| JHL：1年 | JHL：1年 | 3    | 0/0             | -  | 0/0 | 0/0  | 0    | 0    | 0    |

### JHLプレーオフ
| 年      | チーム | 試合                | フィールド 得点 | 率 | 7m | 合計 | 警告 | 退場 | 失格 |
| ------- | ------ | ------------------- | --------------- | -- | -- | ---- | ---- | ---- | ---- |
| 2018-19 | 広島   | オムロン戦 (準決勝) | -               | -  | -  | -    | -    | -    | -    |

### 背番号
- 18 (2019年)
- 25 (2019年 - )